# Carrer de Xàtiva

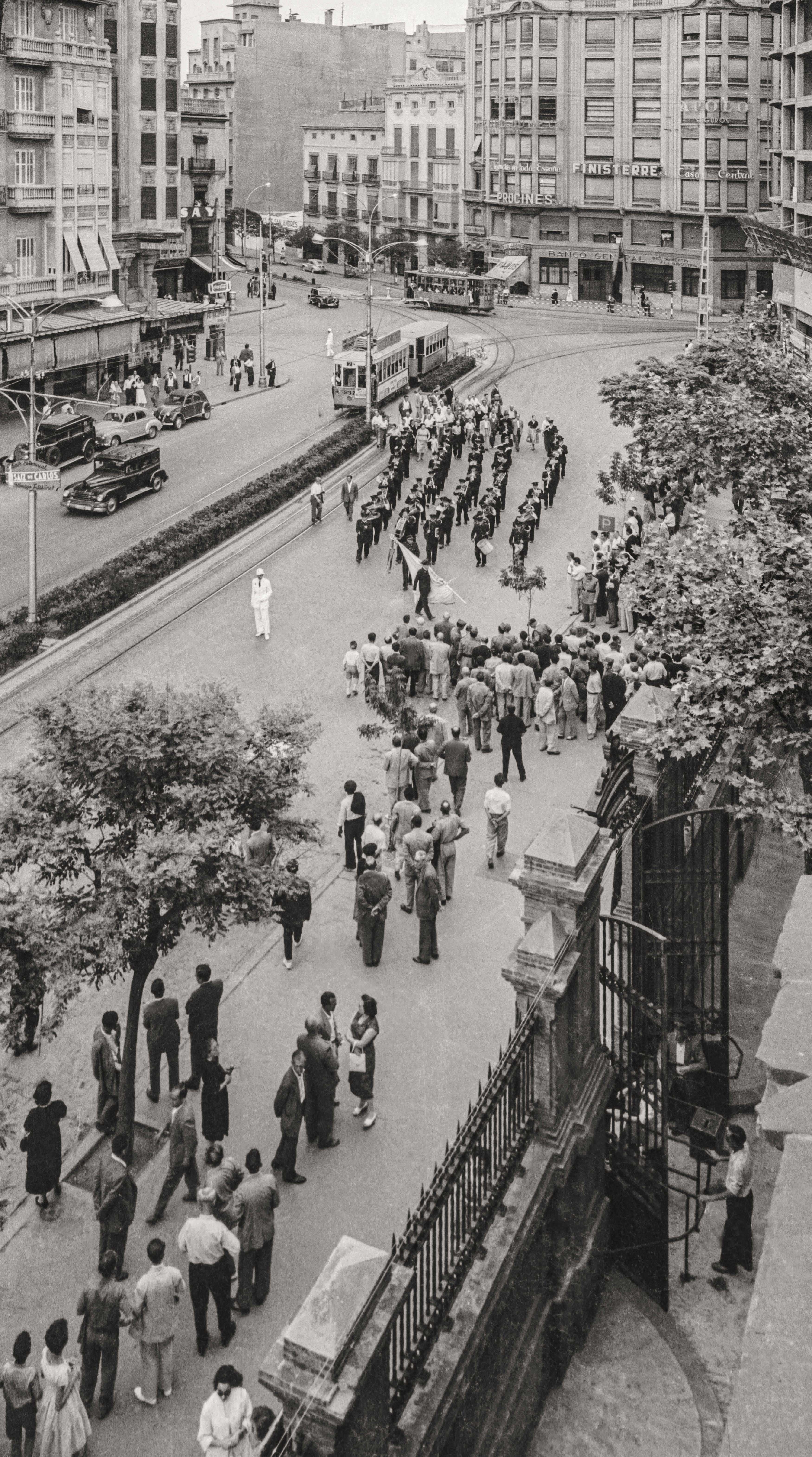
Carrer de Xàtiva, 1957

El carrer de Xàtiva és una via urbana del centre de València. Està situat entre el carrer de Colom i la plaça de Sant Agustí. Fita també amb els carrers Guillem de Castro, Alacant, Bailén i Marquès de Sotelo. Pren el nom d'una vila important del País Valencià, Xàtiva, capital de la Costera i de l'antiga Governació dellà el Xúquer.
Com a elements importants del carrer destaca l'Estació del Nord, nucli ferroviari de la ciutat, i la plaça de bous. Altres punts d'interès hi són la Finca de ferro, a la fita amb la plaça de Sant Agustí, i l'Institut de Lluís Vives, a la cruïlla amb l'avinguda del Marqués de Sotelo.
El carrer té una parada de metro amb el nom de Xàtiva.